# Пиньятелли, Диего
Диего Пиньятелли д'Арагона Кортес (итал. Diego Pignatelli d'Aragona Cortès; 21 января 1687, Мадрид — 28 ноября (или 19 декабря?) 1750, Палермо) — 9-й герцог ди Монтелеоне, 8-й маркиз дель Валье де Оахака, князь Священной Римской империи, гранд Испании 1-го класса.

## Биография
Сын Никколо Пиньятелли, герцога ди Монтелеоне, и Джованны Пиньятелли Тальявии Арагон Кортес, 8-й герцогини ди Монтелеоне, 7-й маркизы дель Валье де Оахака.
Великий коннетабль и великий адмирал Сицилийского королевства. Командовал кирасирским полком в неаполитанской армии.
В 1731 году был пожалован императором Карлом VI в рыцари ордена Золотого руна. На австрийской службе во время войны за Польское наследство 6 июня 1734 был произведен в чин генерал-фельдвахтмейстера.
После завоевания Неаполитанского королевства испанцами в 1734 году присягнул Бурбонам.

## Семья
1-я жена (13.07.1713): Анна Мария Караччоло (17.03.1691—13.10.1715), дочь Марино Франческо Марии Караччоло, князя Авеллино, и Антонии Спинолы
Сын:
- Никколо Пиньятелли Арагона Кортес (1714—1724)

2-я жена (15.05.1717): Маргерита Пиньятелли (06.09.1698—25.10.1774), герцогиня ди Берлисгуардо, дочь Джакомо Пиньятелли, герцога ди Берлисгуардо, и Анны-Марии ди Капуа
Дети:
- Мария Анна Пиньятелли Тальявия Арагона Кортес. Муж: Сальваторе Бранчифорте, 9-й князь ди Бутера, 5-й князь ди Леонфорте
- Фабрицио Маттиа Пиньятелли Арагона Кортес (24.02.1718—28.09.1763), 10-й герцог ди Монтелеоне, 9-й маркиз долины Оахаки. Жена (20.02.1735): Констанца де Медичи (1717—1799), дочь Джузеппе де Медичи, 4-го князя ди Оттайяно и 2-го герцога ди Сарно, и Анны Гаэтани
- Стефания Пиньятелли Арагона Кортес (16.02.1732—9.04.1804). Муж (14.02.1754): Франческо Караччоло, 11-й герцог ди Мартина (1734—1794)
- князь Винченцо Пиньятелли (20.11.1736—23.07.1795). Жена: Литерия Руффо (ум. 1824)
- Джузеппе Пиньятелли (3.02.1737—28.07.1808). Жена: Франческа Борджа (1759—1834)

## Титулы
- 7-й князь ди Нойя
- 9-й герцог ди Монтелеоне
- 9-й герцог ди Терранова
- маркиз д'Авола
- маркиз ди Карония
- 8-й маркиз долины Оахаки
- маркиз делла Фавара
- маркиз ди Черкьяра
- 9-й граф ди Боррелло
- граф ди Бриатико